# Villarrubia de los Ojos
Villarrubia de los Ojos er en by og kommune i det sydlige centrale Spanien i provinsen Ciudad Real. Den har et indbyggertal på 9.620 (2024) indbyggere.